# Faégetés

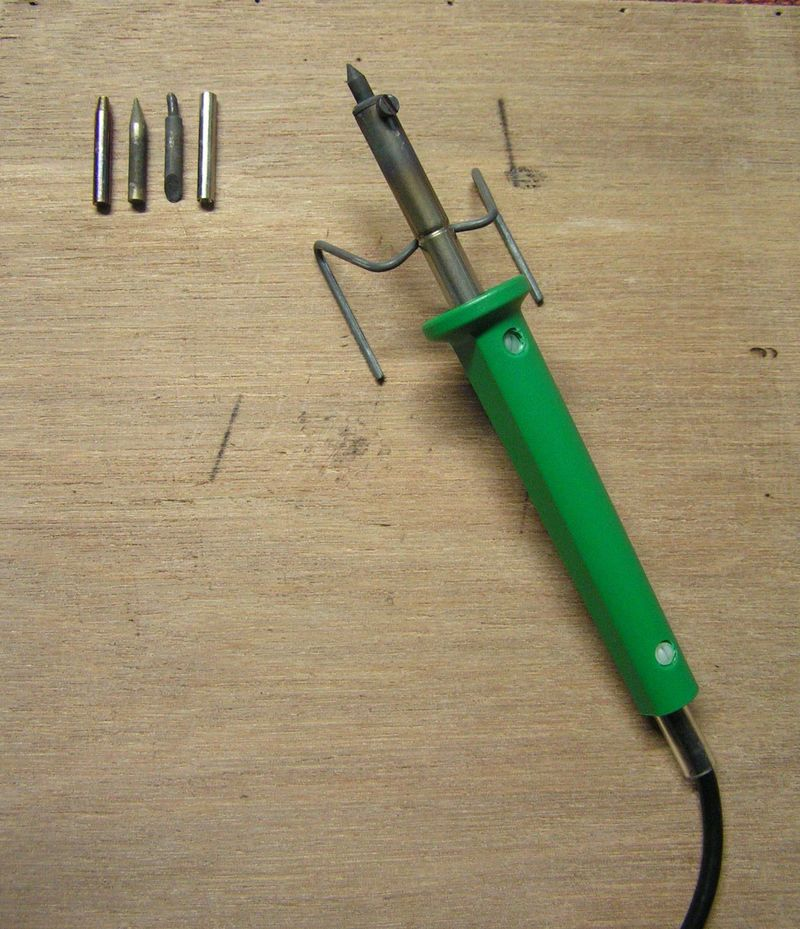
Égetéshez használatos eszközök: forrasztópáka

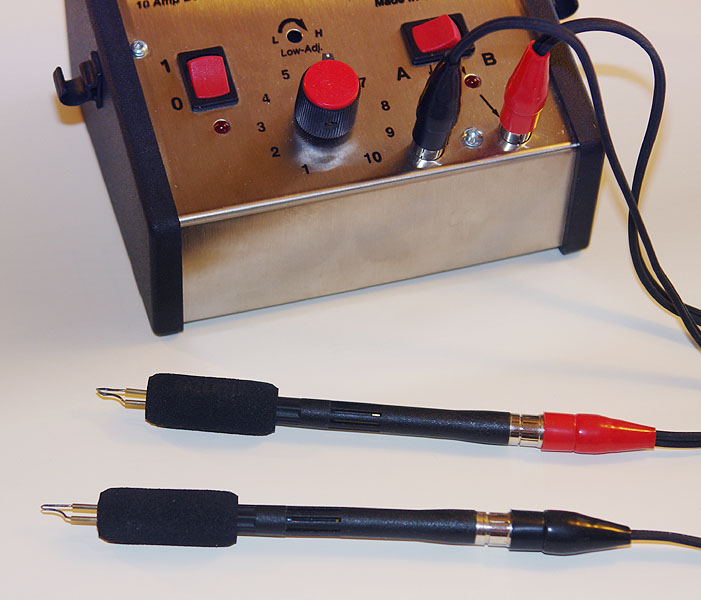
Égetéshez használatos eszközök

A pirográfia (vagy faégetés) olyan művészeti ág, amikor az alkotó szabad kézzel a fára vagy más anyagra égetéssel viszi fel a mintát, ábrát.
A pirográfia azt jelenti, tűzírás, és általában olyan hagyományos anyagokra égetnek, mint a fa vagy a(z állati) bőr. Égetni lehet égetőtűkkel (amik hasonlóak a forrasztópákához), vagy akár lencsével összegyűjtött napfénnyel is.
A világos színű kemény fák, mint a szikamorfa, a bükk, a nyírfa a leggyakoribb alapanyagok, nagyon jól kontrasztolható a kép rajtuk. Kiváló alapanyag a hársfa, juharfa, nyárfa is. A hársfát homogén szövetszerkezete és világos, fehéres, később is csak enyhén sötétedő színe elsőrangú pirográfiai alapanyaggá teszi.
Más fák, mint a répafenyő vagy a tölgy szintén használható égetésre.

## Története
A történelem kezdete óta égetnek fára az egyiptomiak és az afrikai törzsek tagjai. A 19. század végén egy Melbournei építész, Alfred Smart észrevette, hogy a vízbázisú festéket hőhatással fára lehet felvinni. A hőhatást egy platinatoll formájú eszközzel érte el. A 20. század elején az elektromos pirográfia kifejlesztése tovább segítette a pirográfia fejlődését. A pirográfia számos európai országban tradicionális népművészet lett, mint Romániában, Magyarországon, Európán kívül Argentínában is. a pirográfiának létezik újságja is. 1998-ban megalakult a pirográf művészek nemzetközi szövetsége.
Pirográfia napjainkban
Jelenleg Magyarországon egyre inkább elterjedőben van a pirográfia, mint hobbi és művészeti ág.  

## Galéria

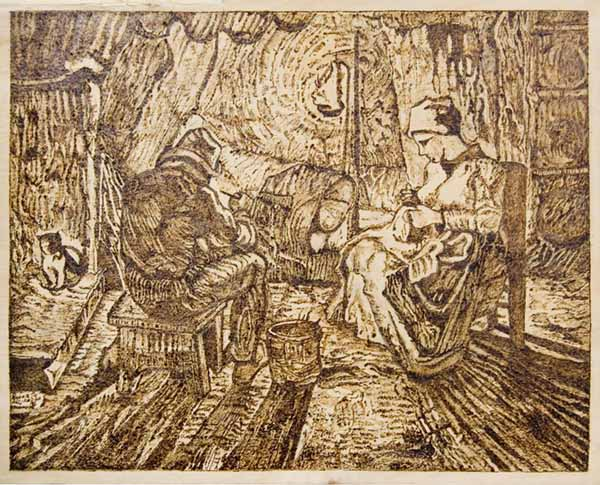
La Velada (van Gogh)
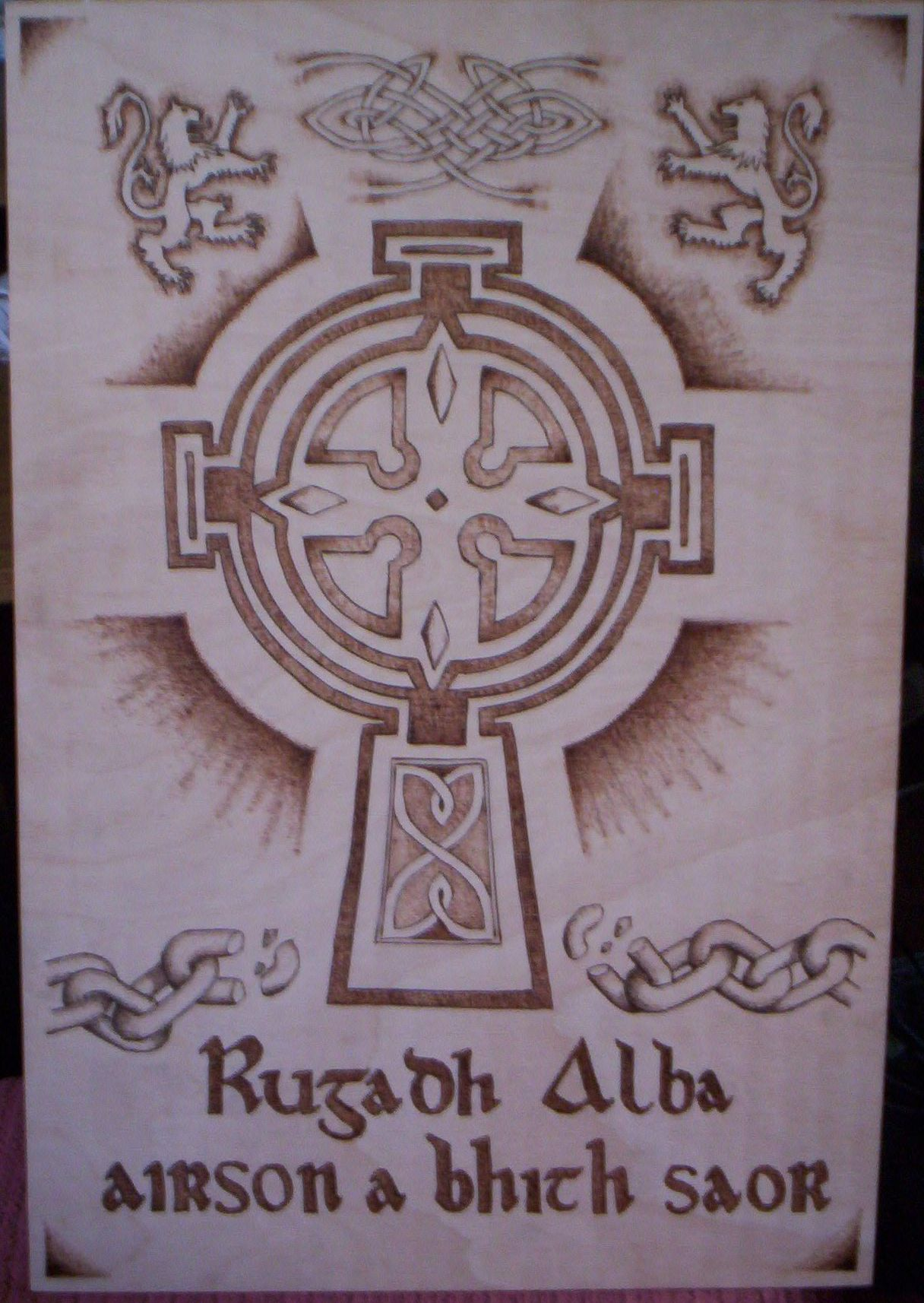
Kelta kereszt (Párvusz)
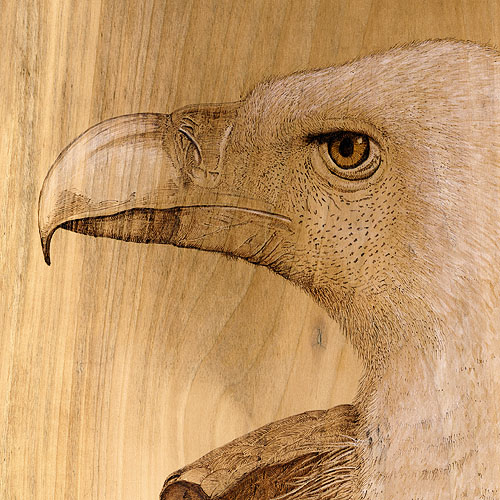
Madár
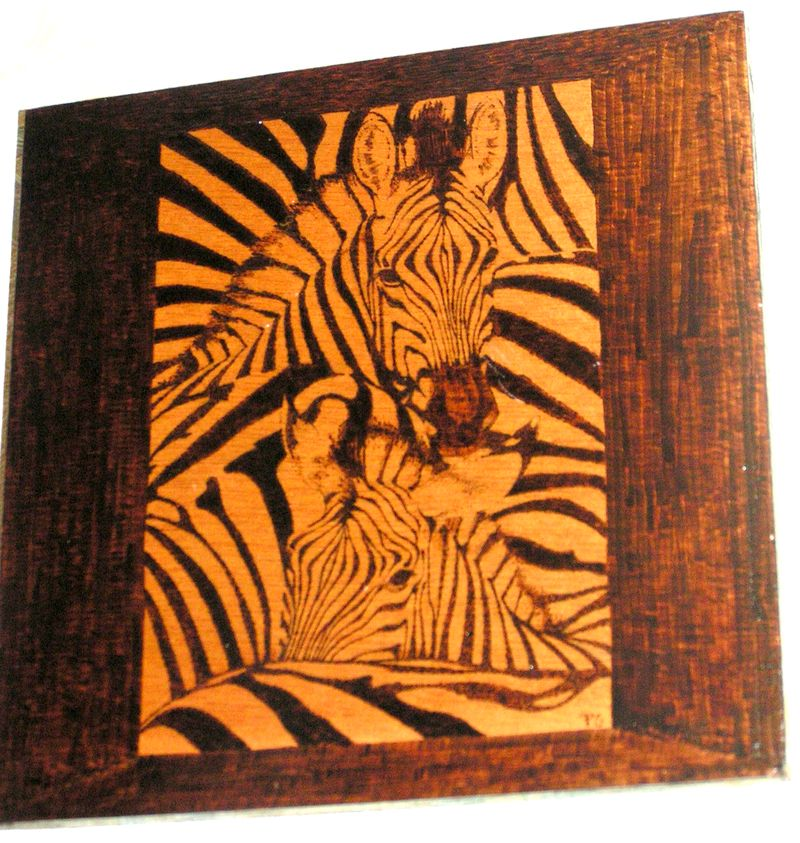
Zebrák
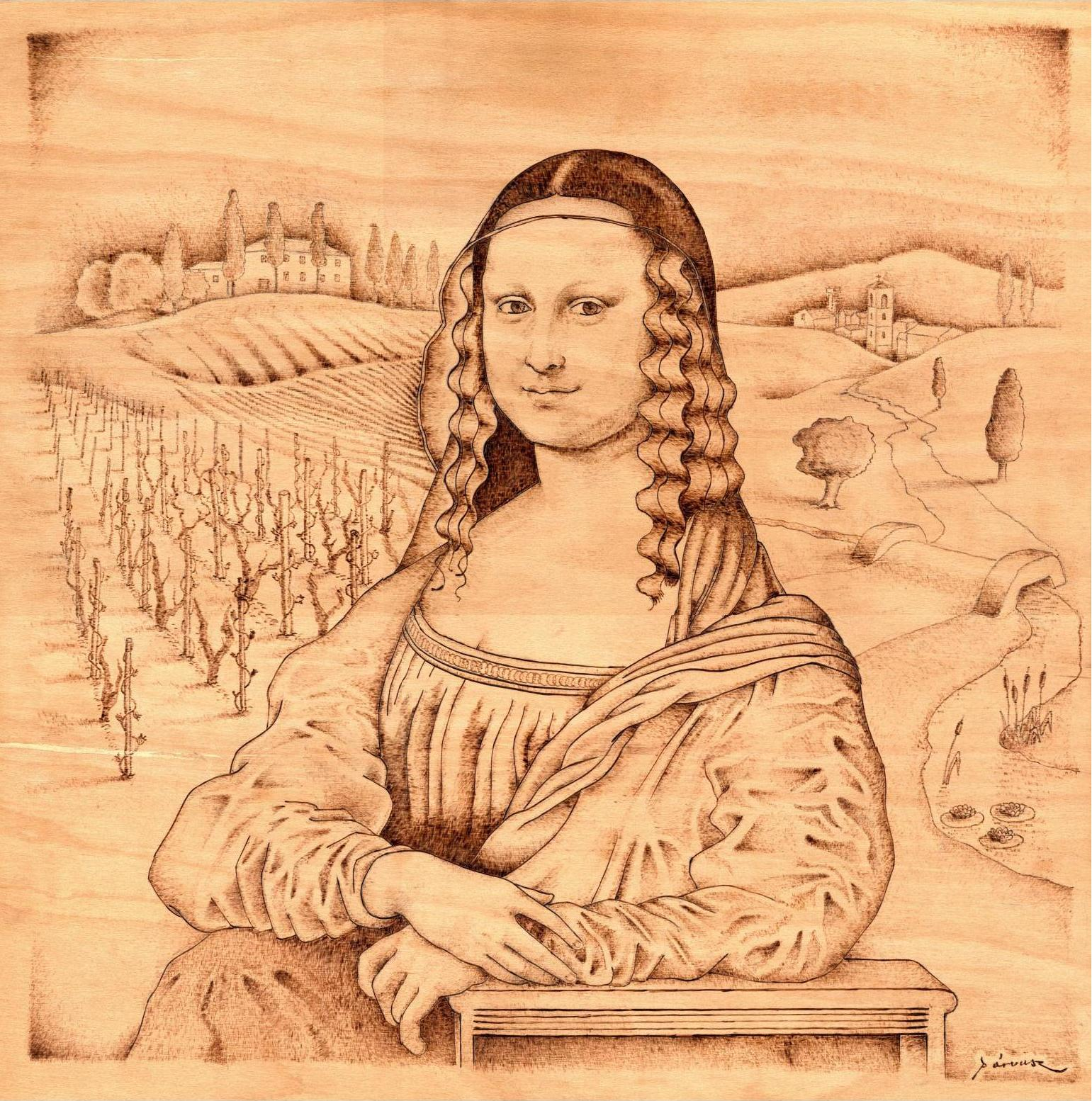
A Toszkán Mona Lisa (Párvusz)
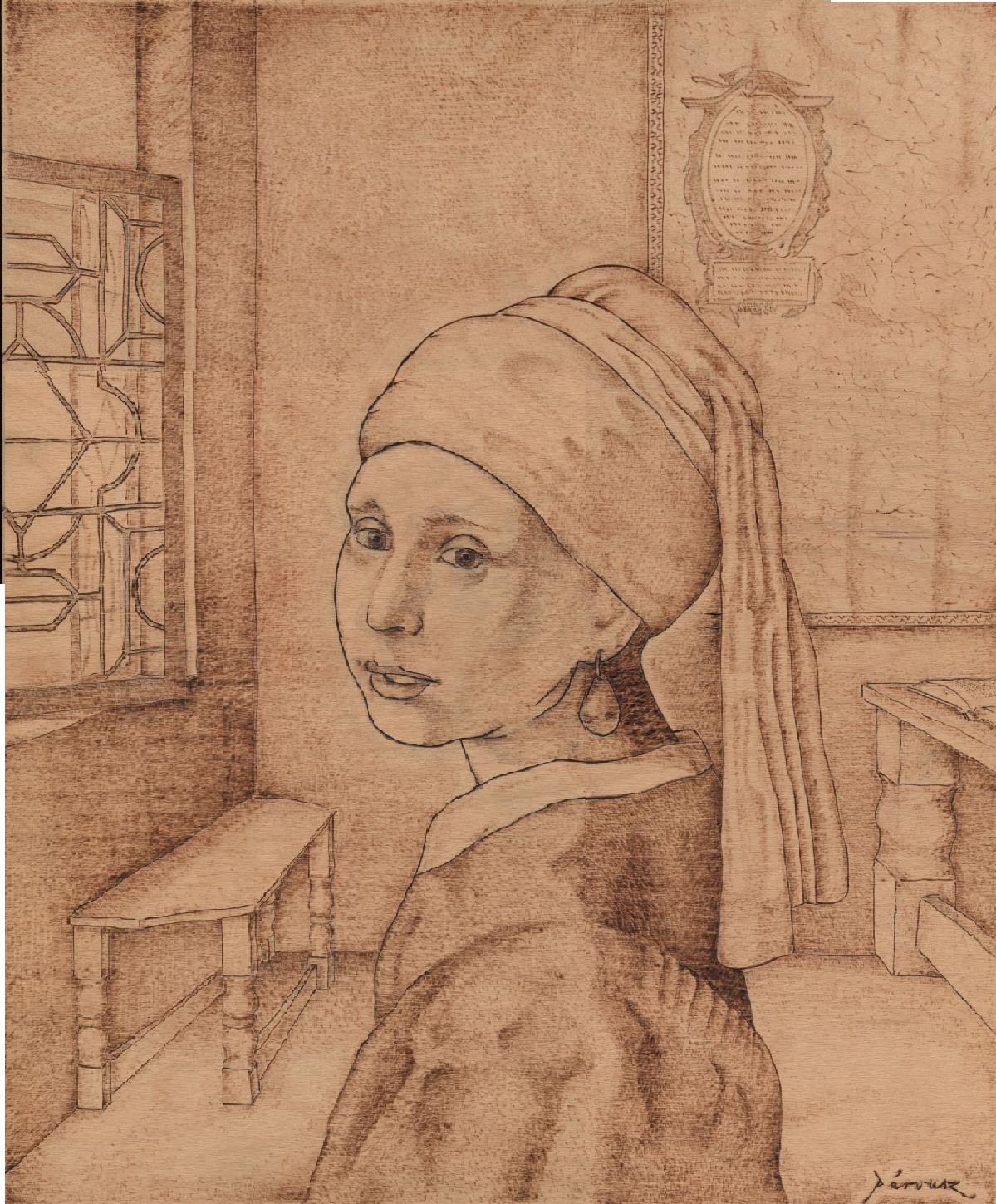
A leány a gyöngy fülbevalóval a művész szobájában (Párvusz)
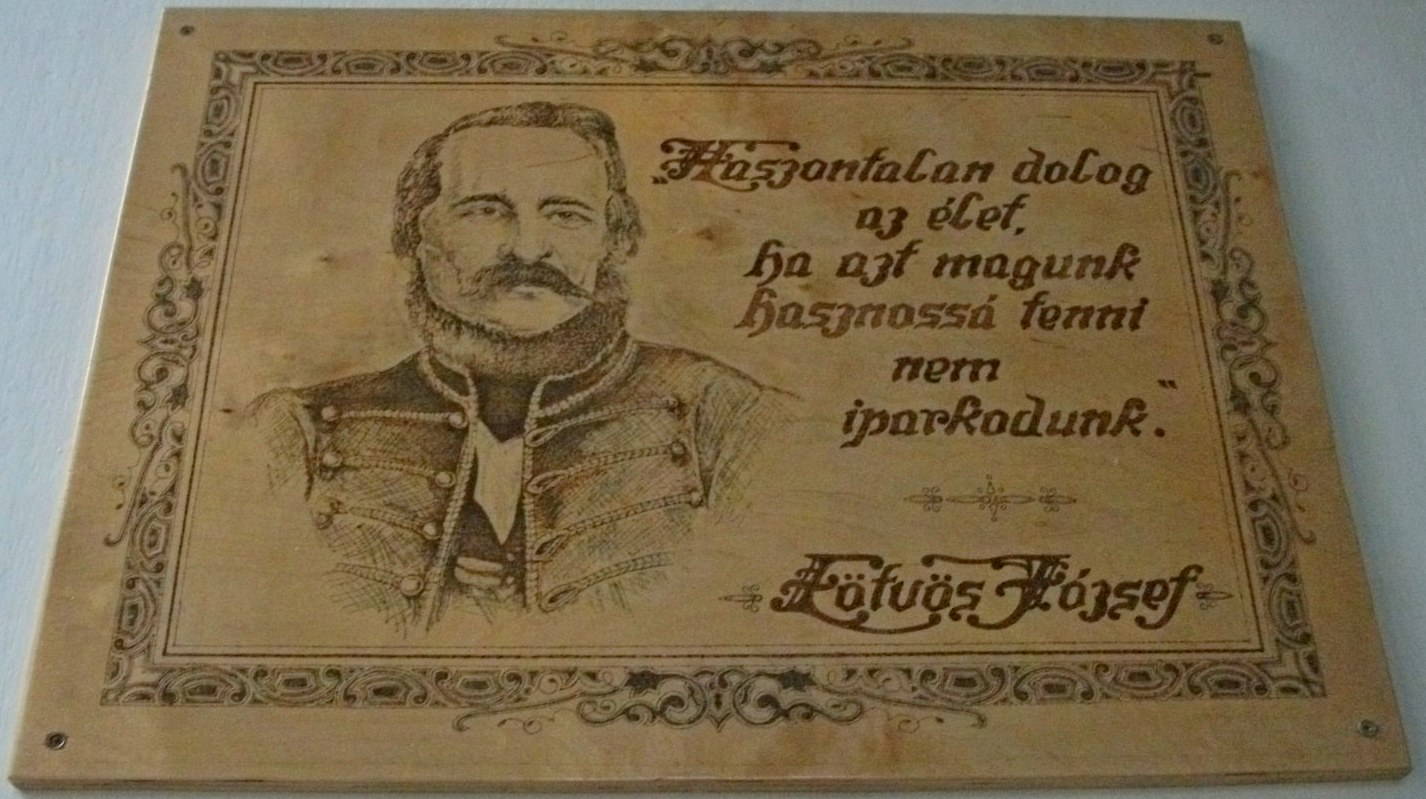
Eötvös Józsefről készült pirografia (Seregélyes)

## Külső hivatkozások
- Pirográfia Iskola - hogy is működik ez Archiválva 2014. október 6-i dátummal a Wayback Machine-ben
- Pyrography.net
- Pirográfiai tippek és technikák
- Pirográf művész képei
- Bőrpirográf művész képei